# Metallochlora decorata
Metallochlora decorata là một loài bướm đêm trong họ Geometridae.